# Наука (модул)
Вижте пояснителната страница за други значения на Наука.
„Наука“ известен още като Многофункционален лабораторен модул (МЛМ) (на руски: Многофункциональный лабораторный модуль) е компонент на Международната космическа станция (МКС), финансиран от Федералната космическа агенция и би трябвало да бъде последния модул скачен към станцията. В първоначалния план на МКС „Наука“ би трябвало да заема мястото на Скачващия и складиращ модул (ДСМ). По-късно ДСМ е върнат в плановете като Скачващ товарен модул. Очаква се „Наука“ да бъде скачен с надира на „Звезда“ и да замени комплекса от отменените Универсален скачващ модул и два Руски изследователски модули.

## Първоначални планове за МЛМ
През 1990-те години Руския сегмент на МКС включва няколко изследователски модули в допълнение към „Заря“ и „Звезда“. След 2000 г. обаче плановете са променени. През август 2004 г. е взето решение МЛМ да бъде построен от модифициран Функционален товарен блок (ФТБ-2) конструиран от космически център „Хруничев“. Конструкцията на ФТБ-2 е спряна на 70% още през 1990-те години. Първоначално ФТБ-2 е резервен модул, копие на „Заря“ (ФТБ-1) и през 1997 г. е било предвидено да се използва като Универсален скачващ модул.

## Работа по МЛМ и изстрелване
През 2005 г. Европейската космическа агенция се съгласява с Русия МЛМ да бъде изстрелян заедно с Европейската роботизирана ръка, като тя да бъде прикрепена за него и по-късно разгърната в космоса.
През 2004 г. Федералната космическа агенция предвижда МЛМ да бъде готов за изстрелване през 2007 г. на руска ракета-носител Протон. Изстрелването на модула е забавено няколко пъти, първо за 2008 година, а после и за 2009 г. Към октомври 2011 се предвижда, че модулът ще бъде изстрелян през лятото на 2013 година. През май 2012 датата на изстрелване е преместена за 2014 година.
Стартиране на модула „Наука“ 21.07.2021.

## Употреба
МЛМ ще бъде използван за експерименти, отсек за скачване и като помещение за товари. Също ще служи за място за работа и отдих на екипажа. „Наука“ ще се използва и за контрол на височината за да коригира падането на станцията към Земята. Ще бъде скачен с надир отсека за скачване на модул „Звезда“. Оборудване изстреляно заедно с Рассвет през 2010 г. с полет STS-132 на НАСА също ще се използва за МЛМ. То включва вътрешен хардуер и експериментален отсек за скачване, който ще бъде поставен на долната част на модула, както и резервни лакътни свръзки за Европейската роботизирана ръка.

## Основен изследователски модул
„Наука“ ще бъде основният руски изследователски модул на МКС. За известно време в плановете на НАСА включват втори изследователски модул с големината на МЛМ, но след това е отказан, с което МЛМ е единствения руски изследователски модул освен малките изследователски модули.

## Характеристика
| Дължина             | 13 m      |
| Максимален диаметър | 4,11 m    |
| Маса                | 20 300 kg |